# Psilonyx arawak
Psilonyx arawak är en tvåvingeart som beskrevs av Ellen R. Farr 1963. Psilonyx arawak ingår i släktet Psilonyx och familjen rovflugor.
Artens utbredningsområde är Jamaica. Inga underarter finns listade i Catalogue of Life.